# Hostessa
Hostessa – to zawód, który wykonuje kobieta opiekująca się gośćmi lub klientami, pełniąca obowiązki przewodniczki, jak i również promująca produkty na wystawach, targach, w hipermarketach itp. Istnieje też taki zawód jak Host, który jest odpowiednikiem hostessy, ale rodzaju męskiego.

## Hostessy i Hości w Japonii
Zadaniem hostess i hostów w Japonii jest przede wszystkim dotrzymywanie towarzystwa gościom i zabawianie ich m.in. w klubach i barach do tego przeznaczonych. Działania te obejmują głównie serwowanie i nalewanie drinków podczas rozmowy z klientem, angażowanie się w zabawne, zalotne rozmowy i upewnianie się, że klient dobrze się bawi. Ważne jest również, aby zauważyć, że te rozrywki nie mają charakteru seksualnego, a Japonia ma bardzo surowe prawo przeciwko tego typu działaniom i lokalom.